# Cephaloon piceum
Cephaloon piceum is een keversoort uit de familie Stenotrachelidae. De wetenschappelijke naam van de soort is voor het eerst geldig gepubliceerd in 1874 door Horn.